# Música mesiánica
La Música mesiánica tiene sus raíces en el judaísmo mesiánico moderno. En este movimiento el culto principal o alabanza es dirigida a Yeshua o Jesús. Los cantos frecuentemente son inspirados en pasajes bíblicos de las profecías que hablan acerca la venida del Mesías, interpretados generalmente en hebreo y traducidos a otros idiomas.
En muchas religiones del mundo y aun en la cultura popular, esperan a un libertador, ya sea de origen político, religioso o social. En el caso del cristianismo esperan la Segunda Venida de Cristo Jesús.
Entre los mayores exponentes de la música mesiánica se encuentran Paul Wilbur (quien comenzó en este género hace más de 20 años con el grupo Israel's Hope); Jonathan Settel; Joel Chernoff quien a finales de los años 1970 y comienzos de los 1980 participaba en el grupo LAMB; Liberated Wailing Wall; Marty Goetz, Karen Davis; entre otros. Algunos de ellos han llegado a grabar versiones de sus discos en español para darse a conocer entre la comunidad hispana. Sin embargo uno de los pioneros de este género en español ha sido Adam Ben Joshua Cantante, música y productor de Origen Venezolano, cuya música demuestra su influencia Mesiánica, mezclando elementos de la música israelí (Como el Género Mizrahi) con la música Occidental (Balada/tropical/Jazz).
También existe la música mesiánica moderna, cuyos exponentes incorporan estilos musicales más contemporáneos. Un ejemplo de ésta, es Aviad Cohen y Talmid, un artista y apologista del hip hop mesiánico que reside en Estocolmo, Suecia, quien realiza música hip hop y videos de apología en sueco, inglés y hebreo para fortalecer a la iglesia. La palabra Talmid es la palabra hebrea para discípulo.
Algunos artistas cristianos evangélicos han llegado a interpretar música mesiánica: artistas como Michael Rodríguez, René González, Marcos Vidal, Jesús Adrián Romero, Julissa, 33 D.C., Jaime Murrell, Marco Barrientos, etc; ya que usualmente ambos conceptos son intercambiables. 
Por un lado, una perspectiva estrictamente judía no acepta la música judía mesiánica por considerarla música cristiana, mientras que por otro, varios artistas han dedicado su consagración a la adoración del Mesías.

## Música Judío Mesiánica Latina
El género judío mesiánico latino es relativamente nuevo en comparación con los otros géneros de alabanzas convencionales en español. Este combina elementos distintivos de ritmos y lenguaje los cuales lo vuelven único dentro de su estilo. Se combina el idioma español con el hebreo, a su vez diferentes ritmos contemporáneos y del Medio Oriente.
No necesariamente es autóctono pero por lo general es rico en estilos y lenguaje.
Es muy característico cantar textos bíblicos u oraciones de la tradición hebrea, las cuales resaltan la Escritura en su estado original. Diferentes artistas del género primordialmente Anglosajones han combinado estilos antiguos y modernos, como el caso de Paul Wilbur, Jonathan Settel, entre otros, los cuales han cantado en la lengua castellana aun sin hablarla.
No obstante Adam Ben Joshua cantante de música mesiánica de habla hispana, va más allá e intenta introducir dentro de esta gran fusión, elementos del Jazz, tropical, contemporáneos, medio orientales y mediterráneos (Como la Música Mizrahi). Grupos más contemporáneos como "Talmid" de Venezuela son más alternativos en su estilo jugando un poco con las guitarras lo cual los hace únicos.
- Adam Ben Joshua[1]
- Talmid[2]

## Música Judío Mesiánica
- Adam Ben Joshua
- Alon Grimberg
- Amiel Barletta
- Ana Paula Valadão
- Aviad Cohen
- Barry & Batya Segal
- Birgitta Veksler
- Carol Cantrell
- Carlos Perdomo
- Christene Jackman
- Chuck King
- Congregation Shemen Sasson
- Daniel Kopp
- David Boskey
- David Loden
- Deborah Kline-Iantorno
- Dror Lahat
- Elihana Elia
- Elisheva Shomron
- Emanuel Roro
- Fern Batchelor
- Gary Kaplan
- Gennady Livshits
- Giora Feidman
- Osnat Ben Natan
- Oxana Eliahu
- Halelu
- Hallel
- Heartcry of David
- Irit Iffert
- Jamie Hildsen
- Jan & Marlene Rosenberg
- Joel Chernoff
- Joshua Aaron
- Jonathan Settel
- Karen Davis
- Kehilat Ha Ma'ayan Congregation
- Kelanie Gloeckler
- Ken Klein
- Keren Silver
- Les Morrison
- Lev Shelo with Cory Bell
- Marty Goetz
- Messianic Jewish Alliance of Israel
- Micha'el Ben David
- MIQEDEM
- Nate Benjamin
- Paul Wilbur
- Rebekah Wagner
- Sarah Liberman
- Sara Levy
- Shani Ferguson
- Sharon Wilbur
- Sheli Myers
- Shilo ben Hod
- Solu Israel
- Stella Kruh
- Steve Kuban
- Steve McConnell
- Steve Schneider
- Susana Allen
- Talmid
- Ted Pearce
- Thais Schucman
- The Voice of One Calling
- Yaron Cherniak
- Yossi Azulay
- Zemer Levav
- Zipporah Bennett